# Nar Shaddaa
Nar Shaddaa je měsíc ve fiktivním světě Star Wars, který obíhá planetu Nal Hutta. Nachází se v huttské části galaxie ve Středním pásu. Kromě svého skutečného názvu má ještě neoficiální jména: Měsíc pašeráků nebo Malý Coruscant. 

## Popis
Měsíc je totiž tvořen obřím velkoměstem, podobně jako Coruscant. Jenže zatímco Coruscant je bezpečné útočiště a hlavní město Republiky, Nar Shaddaa je od nejsvrchnějších věží mrakodrapů až po nejhlubší suterén prolezlá kriminalitou všeho druhu. Ekumenopolisu na Nar Shaddaa se říká někdy Vertikální město, protože je zde běžné, že se nové budovy staví na střechách stávajících a město tedy roste neustále do výšky, podobně jako na jiných podobně se vyvíjejích planetách, jako na Coruscantu nebo Tarisu. Nelze však čekat, že zdejší budovy budou podobně honosné. Většinou se jedná o strohé či nevzhledné průmyslové komplexy a krabicové bytové jednotky, věčně znečištěné průmyslovými odpady. Nar Shaddaa je z části pod kontrolou Huttů, zčásti nejrůznějšími kriminálními organizacemi. 
I přes svou špatnou pověst je Nar Shaddaa známa i jako místo, kde docházelo k největším vědeckým objevům a k rychlému technologickému pokroku, protože do nejspodnějších pater tohoto měsíce různé velké firmy soustřeďovaly oddělení pro výzkum, aby se vyhnuly přísným bezpečnostním regulím, které tady neplatí. Atmosféra je na tomto měsíci totiž udržována planetárním štítem uměle a o případné katastrofy se zde nikdo nestará.

## Historie
Zhruba 15 000 let před bitvou o Yavin byli na Nar Shaddaa přesídlení Evocii, kteří podfukem přišli o svou domovskou planetu Nal Hutta, kterou ovládli Huttové. Ti následně toto původní obyvatelstvo zotročili a nutili pracovat v hrozných podmínkách v Nar Shaddských továrnách, na stavbách vesmírných přístavů a na základech ekumenopole, které i díky otrocké práci Evociiů začaly brzy prosperovat. Jakmile byla výstavba ekumenopole dokončena, byli Evociiové propuštěni na svobodu, ale většina jich zemřela následkem úrazů, dřiny a nežádoucích mutací z experimentů, které na nich Huttové prováděli a kterým byli v podzemí velkoměsta vystaveni i poté.
Nicméně prosperita měsíce poté přilákala pozornost Republiky, pro kterou byla nejen významným obchodním partnerem, ale i konkurencí. Bohatství Nal Hutty i Nar Shaddaa rostlo, ale okolo roku 4000 před bitvou o Yavin začala Republika o celou oblast vyklízet, až ji zcela opustila. Proto se také velmi rychle stala Nar Shaddaa rájem pro pašeráky a kriminální živly. Měsíc pašeráků však byl příliš vzdálen, takže se nikdo nestaral, co se tu děje. A tak to už zůstalo.
V době vpádu Yuuzhan Vongů byla Nar Shadda zničena bombardováním z oběžné dráhy, většina obyvatel byla zabita. Ti, kteří přežili bombardování, většinou padli za oběť Yuuzhan Vongským biologickým zbraním, které byly nasazeny hned potom. Tím tito mezigalaktičtí nájezdníci způsobili vyhynutí Evocii, původních obyvatel Nal Hutty a Nar Shaddaa. Všechny mrtvoly i trosky budov byly chemicky rozpuštěny do půdy, takže z Nar Shaddaa zbyla jen pustina, kterou začali noví obyvatelé "vongoformovat". V roce 29 po bitvě o Yavin se Yuzhan Vongové z Nar Shaddaa i z celého Huttského prostoru stáhli a měsíc postupem času začal nabírat původní vzhled ekumenopole, i když se nejprve začalo malými městy. Za dalších necelých 20 let již člověk nepoznal rozdíl mezi Nar Shaddaa nyní a Nar Shaddaa před vpádem Yuzhan Vongů. Zase to byl jeden obří průmyslový komplex, ráj pašeráků a zlodějů, jako před tím.